# Dario Marianelli
Dario Marianelli (Pisa, 21 giugno 1963) è un compositore italiano.

## Biografia
Dopo aver studiato pianoforte e composizione a Pisa e Firenze, nel 1990 si trasferisce a Londra dove si iscrive al corso postlaurea alla Guildhall School of Music and Drama e, dopo il diploma, ottiene una borsa di studio che gli permette di seguire i corsi di coreografia e composizione del Bretton University College diretti da Judith Weir e Lloyd Newson. In seguito trascorre tre anni alla National Film and Television School  a Beaconsfield, poco fuori Londra.
A Londra compone brani per il teatro di avanguardia. Viene contattato dal regista irlandese Paddy Breathnach per comporre le colonne sonore dei film Ailsa, The Long Way Home e I dilettanti.
Nel 2002 ha l'opportunità di realizzare la colonna sonora di Cose di questo mondo di Michael Winterbottom, vincitore dell'Orso d'Oro al festival di Berlino. Nel 2004 Terry Gilliam gli chiede di comporre le musiche di I fratelli Grimm e l'incantevole strega.
Ha scritto le colonne sonore di V per Vendetta di James McTeigue, Il colore della libertà - Goodbye Bafana di Bille August, Il buio nell'anima di Neil Jordan.
Ha avuto una nomination al premio Oscar per la miglior colonna sonora nel 2006 per le musiche del film Orgoglio e pregiudizio.
Nel 2008 ha vinto il Golden Globe per la migliore colonna sonora originale ed il premio Oscar per la migliore colonna sonora originale per il film Espiazione.
Nel 2013 è stato candidato al premio Oscar per la miglior colonna sonora per le musiche del film Anna Karenina.

## Filmografia parziale
- Ailsa, regia di Paddy Breathnach (1994)
- The Long Way Home, regia di Paddy Breathnach (1995)
- I dilettanti, regia di Paddy Breathnach (1997)
- The Warrior, regia di Asif Kapadia (2001)
- Cose di questo mondo (In This World), regia di Michael Winterbottom (2002)
- Il profumo delle campanule (I Capture the Castle), regia di Tim Fywell (2003)
- Orgoglio e pregiudizio (Pride & Prejudice), regia di Joe Wright (2005)
- Shooting Dogs, regia di Michael Caton-Jones (2005)
- V per Vendetta (V for Vendetta), regia di James McTeigue (2005)
- I fratelli Grimm e l'incantevole strega (The Brothers Grimm), regia di Terry Gilliam (2005)
- Sauf le respect que je vous dois, regia di Fabienne Godet (2006)
- Il colore della libertà - Goodbye Bafana (Goodbye Bafana), regia di Bille August (2007)
- Shrooms - Trip senza ritorno (Shrooms), regia di Paddy Breathnach (2007)
- Il buio nell'anima (The Brave One), regia di Neil Jordan (2007)
- Espiazione (Atonement), regia di Joe Wright (2007)
- Stanno tutti bene - Everybody's Fine (Everybody's Fine), regia di Kirk Jones (2009)
- Agora (Ágora), regia di Alejandro Amenábar (2009)
- Il solista (The Soloist), regia di Joe Wright (2009)
- Mangia prega ama (Eat Pray Love), regia di Ryan Murphy (2010)
- Il pescatore di sogni (Salmon Fishing in the Yemen), regia di Lasse Hallström (2011)
- Jane Eyre, regia di Cary Fukunaga (2011)
- Quartet, regia di Dustin Hoffman (2012)
- Anna Karenina, regia di Joe Wright (2012)
- Redemption - Identità nascoste (Hummingbird/Redemption), regia di Steven Knight (2013)
- Third Person, regia di Paul Haggis (2013)
- Non buttiamoci giù (A Long Way Down), regia di Pascal Chaumeil (2014)
- Boxtrolls - Le scatole magiche (The Boxtrolls), regia di Graham Annable e Anthony Stacchi (2014)
- Everest, regia di Baltasar Kormákur (2015)
- Joker - Wild Card (Wild Card), regia di Simon West (2015)
- Kubo e la spada magica (Kubo and the Two Strings), regia di Travis Knight (2016)
- L'ora più buia (Darkest Hour), regia di Joe Wright (2017)
- Paddington 2, regia di Paul King (2017)
- Nome di donna, regia di Marco Tullio Giordana (2018)
- Bumblebee, regia di Travis Knight (2018)
- Pinocchio, regia di Matteo Garrone (2019)
- Un bambino chiamato Natale (A Boy Called Christmas), regia di Gil Kenan (2021)
- Ghostbusters - Minaccia glaciale (Ghostbusters: Frozen Empire), regia di Gil Kenan (2024)

## Riconoscimenti
- Premio Oscar
  - 2006 - Candidatura per la migliore colonna sonora per Orgoglio e pregiudizio
  - 2008 - Migliore colonna sonora per Espiazione
  - 2013 - Candidatura per la migliore colonna sonora per Anna Karenina
- Golden Globe
  - 2008 - Migliore colonna sonora originale per Espiazione
  - 2013 - Candidatura per la migliore colonna sonora originale per Anna Karenina
- Premio BAFTA
  - 2008 - Candidatura per la migliore colonna sonora per Espiazione
  - 2013 - Candidatura per la migliore colonna sonora per Anna Karenina
  - 2018 - Candidatura per la migliore colonna sonora per L'ora più buia
- Satellite Award
  - 2007 - Candidatura per la migliore colonna sonora originale per Espiazione
  - 2012 - Candidatura per la migliore colonna sonora originale per Anna Karenina
- Globo d'oro
  - 2018 - Candidatura per la miglior musica per Nome di donna
- 2022: Premio Internazionale Cicognini[1]